# 블라인드폴드 (영화)
《블라인드폴드》(영어: Blindfold: Acts of Obsession)는 미국에서 제작된 로런스 L. 시미오니 감독의 1994년 에로 스릴러 텔레비전 영화이다. 저드 넬슨, 섀넌 도허티 등이 출연하였고, 로니 하다 등이 제작에 참여하였다.

## 줄거리
매들린 돌턴은 한때 나쁜 남자에게만 끌리는 자유분방한 여성이었지만 현재는 부동산 중개인 마이크 돌턴에게 정착한 상태이다. 그녀는 권태에 빠진 부부 관계에 다시 활력을 불어넣고 싶어 정신과 의사 제닝스를 찾아간다. 그는 게임을 통해 성생활을 흥미롭게 만들어 볼 것을 제안한다. 매들린은 이를 한 번 시도해 보기로 하고, 수갑을 사용하고 눈가리개를 하게 된다.
한편 샌타모니카에서는 여러 여성들이 한 연쇄 살인범에게 수갑이 채워지고 눈이 가려진 채 칼에 찔려 살해당하는 중이다. 이 사건의 수사를 담당하고 있는 경찰은 매들린의 언니인 크리스 매디건이다. 크리스는 범인에게서 보이는 특유의 범행 수법이 로버트라는 인물의 과거 행각과 일치한다는 사실을 깨닫는 한편 로버트가 제닝스의 환자였음을 알게 된다. 로버트는 죽은 것으로 여겨지지만 시체는 발견되지 않은 상태이다.
살인자의 정체가 거의 드러날 즈음 매들린은 점점 더 게임에 빠져든다. 결국 매들린은 가피학성 관계에 집착하게 되고, 제닝스 박사와 불륜 관계를 시작한 그녀는 이로 인해 대가를 치르게 되는데...

## 출연진
- 저드 넬슨 - 제닝스 의사 역
- 섀넌 도허티 - 매들린 돌턴 역
- 크리스천 앨폰소 - 크리스 매디건 역
- 마이클 우즈 - 마이크 돌턴 역
- 하이디 렌하트 - 소녀 역
- 드루 스나이더 - 앨릭스 손더스 역

## 기타 제작진
- 배역: 스티븐 시버트, 수전 스나이더
- 미술: 로버트 베네딕트